# 今井貴士
今井 貴士（いまい たかし、1984年7月26日 - ）は、福岡県出身の競艇選手。登録番号4287。

## 来歴
- 2004年5月9日、若松競艇場｢スポーツ報知杯争奪戦競走｣でデビュー。
- 2004年5月22日、福岡競艇場｢一般競走｣第1レースで初勝利。
- 2006年9月12日、児島競艇場｢第5回シモデンカップ｣で初優勝。
- 2008年1月27日、丸亀競艇場｢第22回新鋭王座決定戦｣でG1初優出。
- 2013年1月27日、若松競艇場｢第59回九州地区選手権｣でG1初優勝。
- 2013年3月20日、平和島競艇場｢第48回総理大臣杯｣でSG初優出、優勝戦2着。

## SG・G1・G2優勝歴

### G1
- 第59回九州地区選手権（2013年1月27日・若松競艇場）